# انور شحات انور
انور شحات انور (زادهٔ ۲۹ می ۱۹۷۹) از قاریان اهل سنت نسل جوان مصر است. وی فرزند شحات محمد انور و برادر بزرگتر محمود شحات انور از قاریان نامدار مصر است.
او برای تلاوت قرآن به کشورهای مختلفی از جمله:ایران، اندونزی، انگلستان، آفریقای جنوبی، الجزایر و پاکستان دعوت شده است.